# Henry Fielding
Henry Fielding [Fildyng] (22. dubna 1707, Sharpham – 8. října 1754, Lisabon) byl anglický osvícenský prozaik, dramatik, publicista, právník a soudce.

## Život
Pocházel z chudé, ale vážené aristokratické rodiny. Když mu byly tři roky, přestěhovala se rodina do Dorsetu. V mládí se vyznačoval nezvládnutelnou, vznětlivou a vášnivou povahou. Elitní střední školu Eton College nedostudoval, ale odnesl si z ní dobrou znalost klasických jazyků a literatury. Své vzdělání (filozofie a právo) ještě prohloubil na univerzitě v Leidenu, kterou však pro dluhy nedokončil.

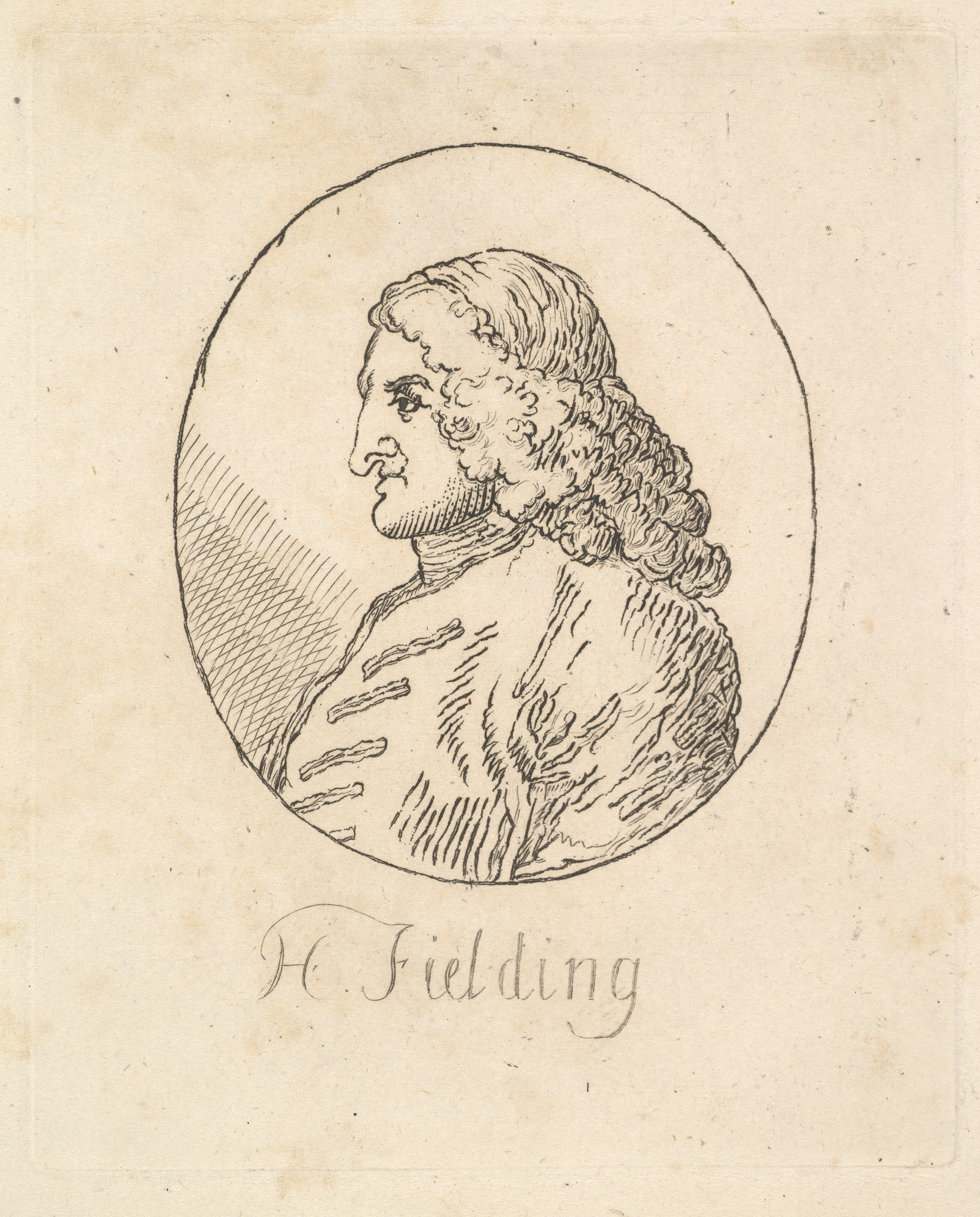
Henry Fielding, lept Williama Hogartha

Roku 1734 se oženil s Charlottou Craddockovou, začal v Londýně studovat práva a zintenzivnil svou novinářskou činnost. Stal se z něho osvícenský humanista, který stál společně s dalšími v opozici proti vládě Roberta Walpoleho, považované mnohými za korupční. V letech 1739–1740 působil v opozičním časopise The Champion (Obhájce), v letech 1745–1746 vydával časopis True Patriot (Opravdový vlastenec) a v letech 1747–1748 parodoval stoupence jakobitské rebelie v časopise The Jacobite's Journal (Jakobitský deník). Své volnomyšlenkářské postoje vyjádřil i v osobním životě tím, že roku 1747 si vzal za druhou manželku bývalou služebnou své první ženy, která zemřela roku 1744.
Začínal jako dramatik a své hry psal pod pseudonymem Scriblerus Secundus. Vyznačují se mistrným zvládnutím tehdejších divadelních žánrů a postupů. Vytvořil dvacet pět komedií, satir, frašek a burlesek. Proslavil se zejména satirami psanými pro divadla v Drury Lane a Haymarketu, v nichž parodoval současnou tvorbu a kritiku (Paleček), společenský život (Kavárenský politik) a politické praktiky vládnoucí whigistické strany (Pasquin, Historický kalendář na rok 1736).
Od konce 30. let se věnoval také próze. Napsal romány Shamela, Josef Andrews, Jonathan Wild, Tom Jones a Amelie, ve kterých se snažil o naplnění své koncepce „komického eposu v próze“, v níž je hrdinství morálním postojem a ne jen statečným činem a v popisu lidských slabosti převažuje laskavý humor nad satirou a ironií.
Kromě literatury se věnoval také právu, působil jako smírčí soudce a spolu se svým bratrem Johnem založil první londýnský policejní sbor Bow Street Runners (Běžci z Bow Street).

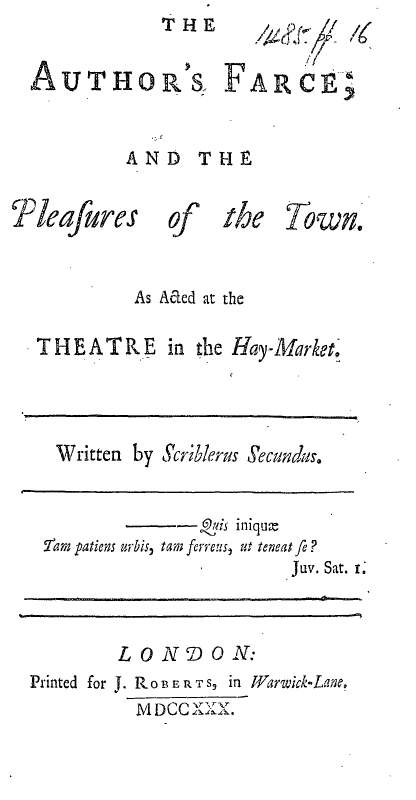
Titulní list hry Autorova fraška z roku 1730.

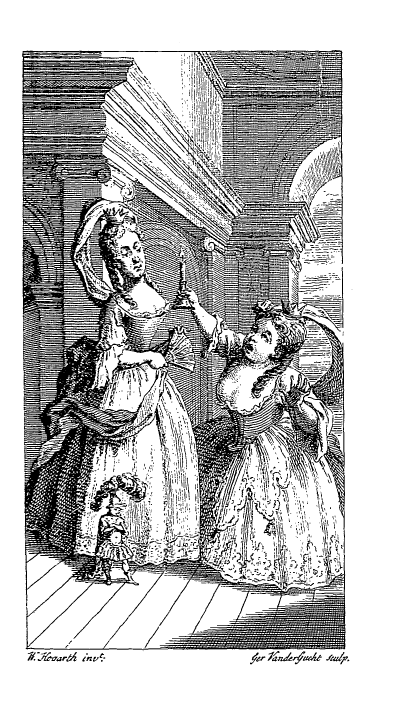
Frontispice vydání hry Paleček z roku 1731.

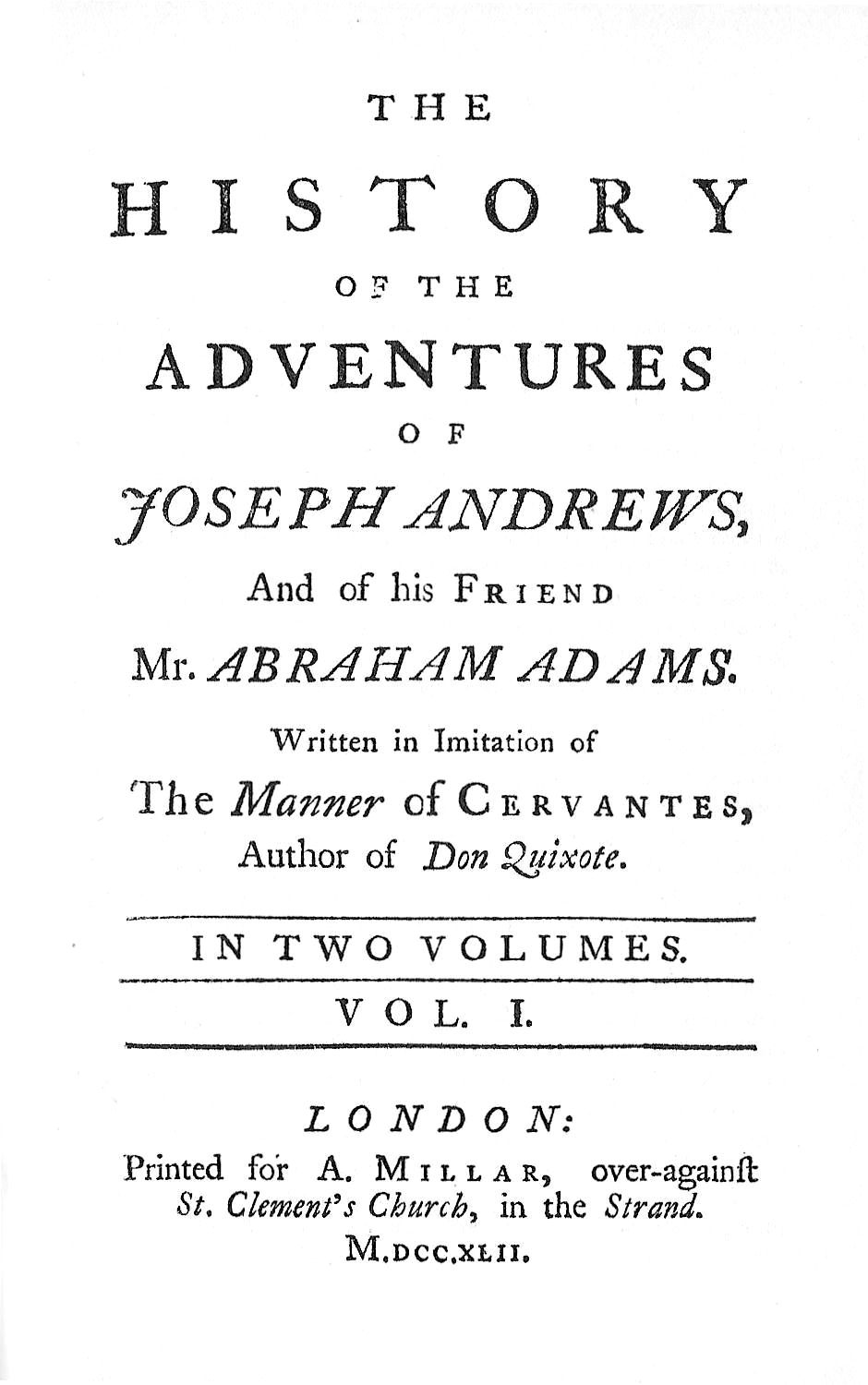
Titulní list románu Josef Andrews z roku 1742

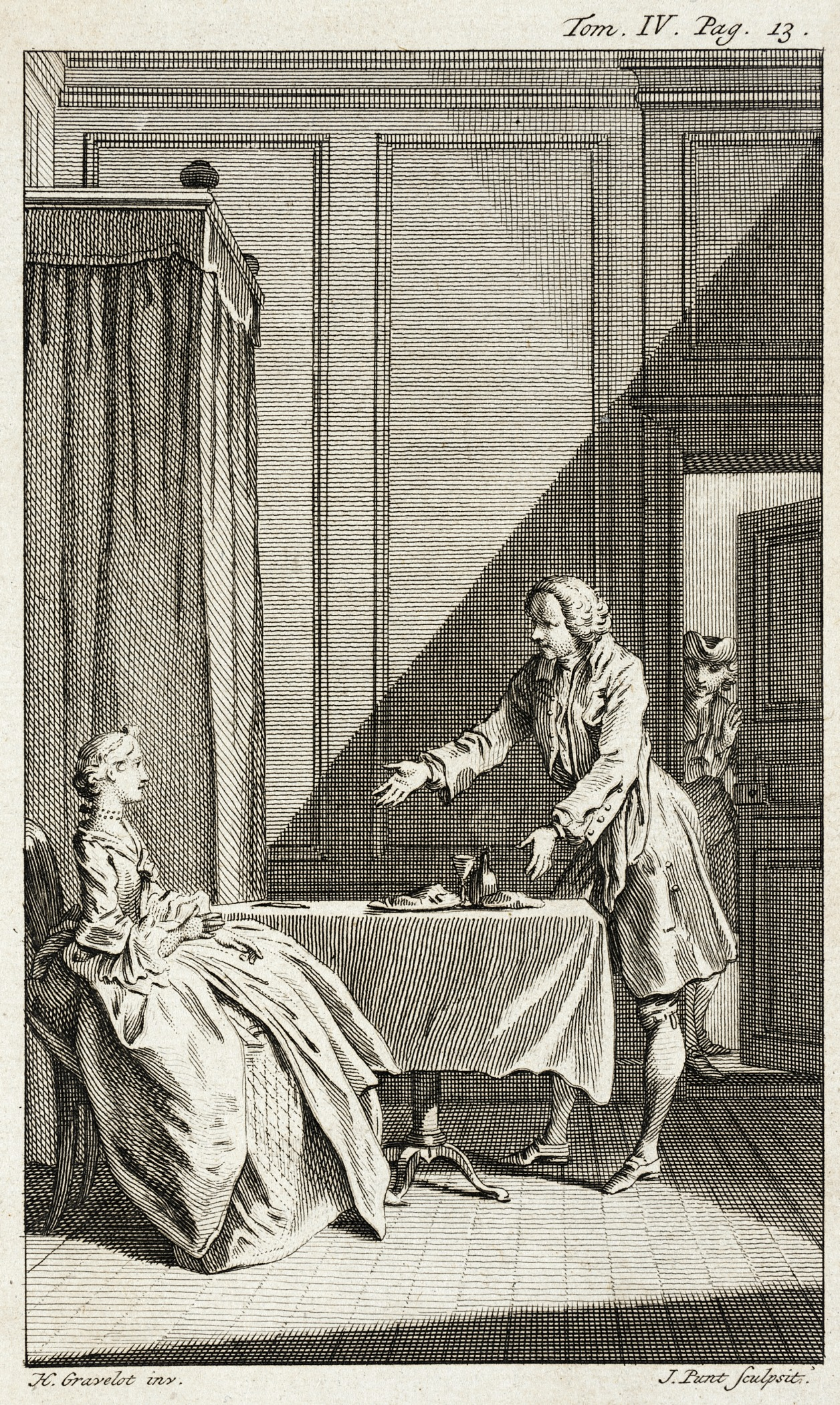
Ilustrace k románu Tom Jones z roku 1750

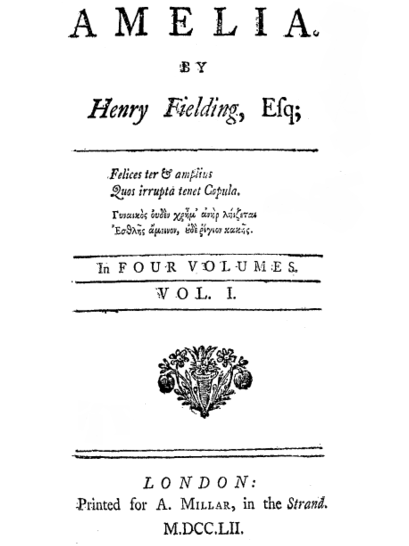
Titulní list románu Amélie z roku 1751

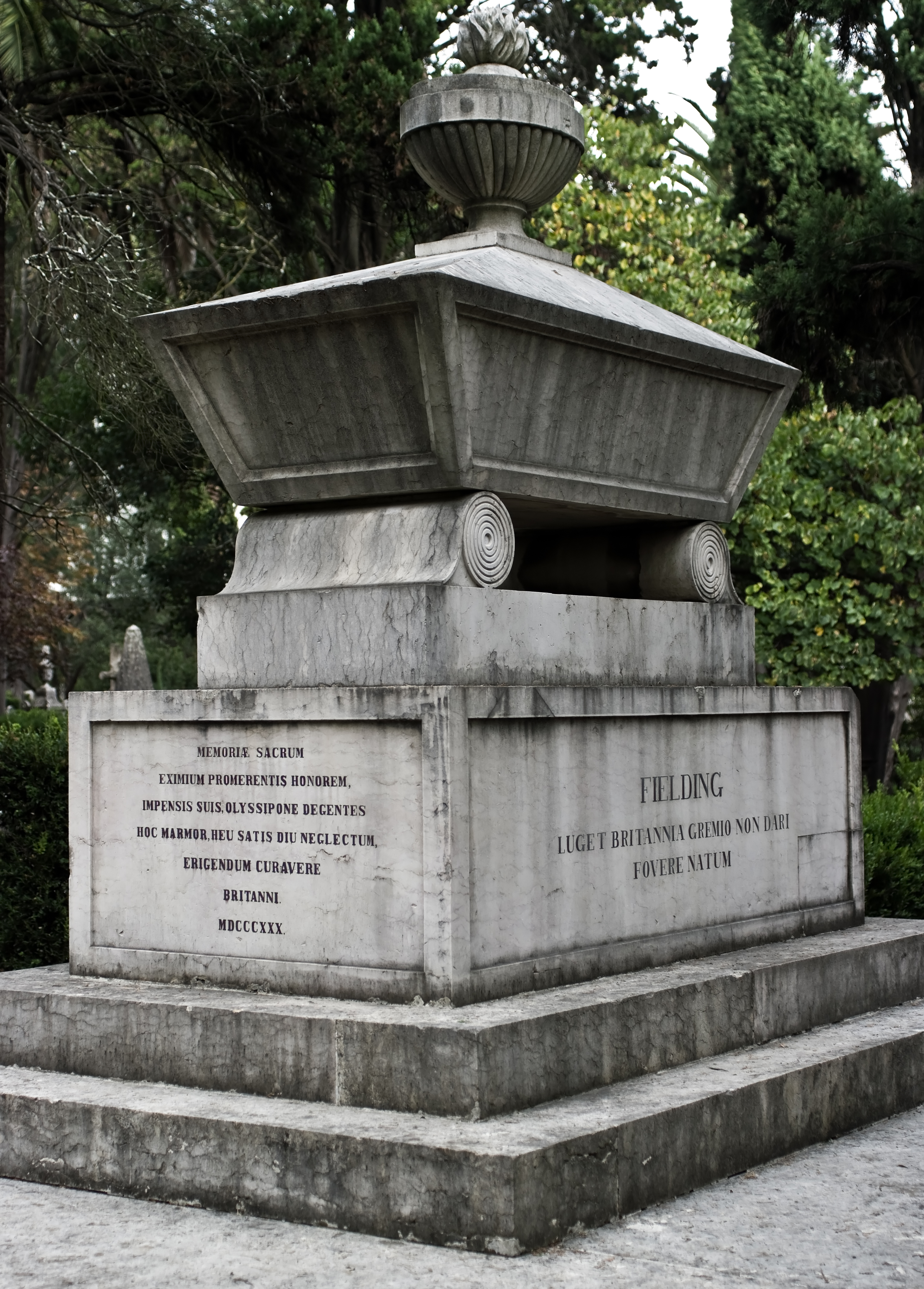
Fieldingův hrob v Lisabonu

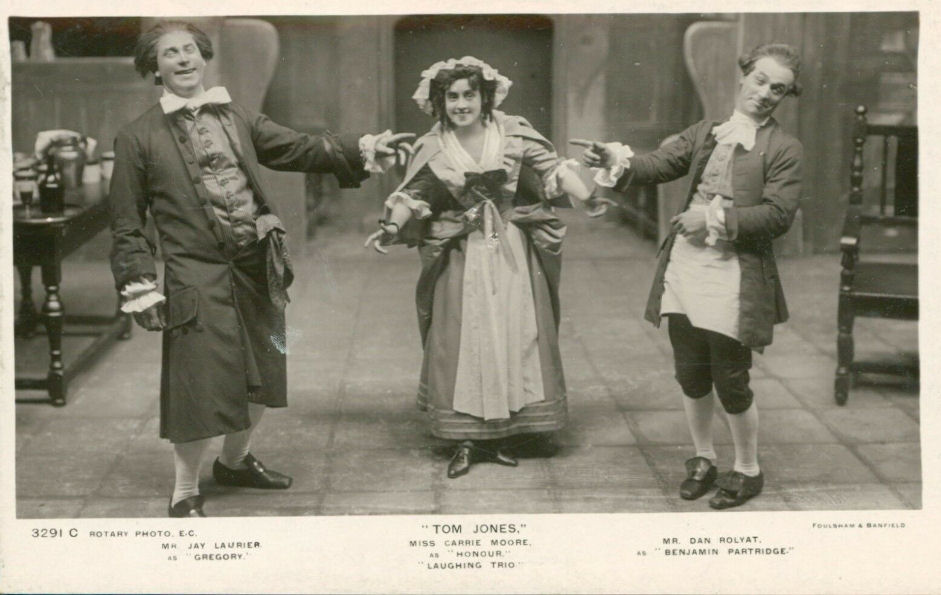
Scéna z opery Tom Jones (1907) od Edwarda Germana

V důsledku zhoršující se nemoci (cirhóza jater) se roku 1754 vzdal místa soudce a odjel na léčení do Portugalska, kde však záhy zemřel. Je pochován v Lisabonu na tzv. „anglickém hřbitově".

## Výběrová bibliografie

### Básně
- The Masquerade (1728, Maškaráda), satirická báseň, Fieldingovo první vydané dílo.
- Part of Juvenal's Sixth Satire, Modernized in Burlesque Verse (1743, Část Juvenalovy šesté satiry zmodernizované v burleskní verzi), báseň vyšla v autorových Rozmanitostech.

### Divadelní hry
- Love in Several Masques (1728, Láska v několika maskách), komedie převleků a namlouvání, Fieldingova první hra, která nebyla příliš úspěšná.
- Rape upon Rape (1730, Znásilnění na znásilnění), komedie líčící korupci v politice a soudnictví.
- The Author's Farce (1730, Autorova fraška), Fieldingova první úspěšná divadelní hra, která dosáhla popularity Žebrácké opery Johna Gaye. Ve hře dochází k žánrovým experimentům a splývání skutečného světa s fiktivním světem loutkového divadla, kde herci hrají loutky ve hře Pleasures of the Town (Potěšení města)
- The Tragedy of Tragedies; or, The Life and Death of Tom Thumb the Great (1731, Přeukrutná tragédie o životě a smrti Palečka Velikého, zkráceně Paleček), parodie na patos současných bombastických hrdinských her založená na pohádce o Palečkovi, ve které Paleček oslňuje krále Artuše i jeho královnu hrdinskými činy, až ho na vrcholu slávy spolkne kráva.
- The Letter Writers, or A New Way to Keep a Wife at Home (1731, Pisatelé dopisů aneb Nový způsob, jak udržet manželku doma), fraška zabývající se cizoložstvím.
- The Welsh Opera (1731, Velšská opera), ballad opera, která je považována za poctu „Scriblerianům“ (členům Scriblerus Clubu), odkud je také odvozen Fieldingův pseudonym „Scriblerus Secundus“.
- Grub Street Opera (1731), rozšířená verze ballad opery Velšská opera z toho samého roku, zabývající se společenskou morálkou, která vyšla pouze tiskem.
- Politician or The Justice caught in his own Trap (1731, Kavárenský politik aneb Soudce v Pasti), komedie mířící na zkorumpovanou justici.
- The Modern Husband (1732, Moderní manžel), satirické drama zobrazující rozklad manželských vztahů a jejich přeměnu ve vyděračství a prostituci.
- The Mock Doctor (1732, Falešný doktor), adaptace Molièrovy hry Lékařem proti své vůli.
- The Lottery (1732, Loterie), ballad opera vysmívající se vzrušení z loterie a z těch, kteří vášnivě kupují losy.
- Covent-Garden Tragedy (1732), hra pojednávající o milostném trojúhelníku v nevěstinci. Postavy jsou zobrazeny satiricky ale také se soucitem.
- The Despairing Debauchee (1732, Zoufalý prostopášník), komedie, roku 1737 uvedena pod názvem The Old Debauchees (Staří prostopášníci). Vypráví o katolickém knězi, který manipuluje s otcem mladé dívky, aby ji mohl svést.
- The Miser (1733, Lakomec), adaptace Molièrovy hry Lakomec.
- Don Quixote in England (1734, Don Quiote v Anglii), ballad opera.
- An Old Man Taught Wisdom, or The Virgin Unmasked (1734, Jak starý zmoudřel aneb Panna pannoucí, fraška o jednom dějství.
- Pasquin, a Dramatick Satire on the Times (1736, Pasquin, dramatická satira na dnešní dobu), fraška ve formě divadelní zkoušky skupiny herců, kteří se pokoušejí uvést inscenaci o místních volbách. Název hry je odvozen od Pasquina, nejslavnější mluvící sochy v Římě.
- The Historical Register for the Year 1736 (1737, Historický kalendář na rok 1736), hra podává kritický pohled na anglické mravy a morálku, odkrývá korupci politického života a její falešné hodnoty. Kromě toho v ní Fileding zesměšňoval vládu Roberta Walpoleho i samotného premiéra a jeho bratra. Hra vedla k tomu, že byl přijat zákon o divadelní cenzuře (Theatrical Licensibg Act), který na 150 let potlačil ve Spojeném království politickou satiru a zbrzdil vývoj anglického dramatu. Tento zákon byl také příčinou, že Fielding prakticky přestal psát divadelní hry.[4]
- Miss Lucy in Town (1742, Slečna Lucy ve městě), fraška.
- The Wedding-Day (1743, Den svatby), komedie.

### Romány
- An Apology for the Life of Mrs. Shamela Andrews|Shamela (1741, Na obranu slečny Shamely Andrewsové, zkráceně Shamela). Jde o parodii románu Samulea Richardsona Pamela aneb Odměněná ctnost. Zatímco služebná Pamela odolává svodům svého pána tak dlouho, až nad ním svou ctností zvítězí a on ji pojme za manželku, Shamela (její jméno v angličtině asociuje přetvářku a hanbu) ovládne city svého pána především proto, aby se stala bohatou ženou.
- The History of the Adventures of Joseph Andrews and his Friend, Mr. Abraham Abrams (1742, Vypravování o dobrodružstvích Josefa Andrewse a jeho přítele pana Abrahama Adamse, zkráceně Joseph Andrews). Toto dílo stojí na počátku vývoje humoristického románu. Jeho východiskem byla opět parodie Richardsonovy Pamely a jeho hrdinou je ctnostný bratr Pamely, pracující jako lokaj. Sestřiny uveřejněné dopisy ho inspirovaly k tomu, že odolal svodům své paní. Není ale za svou ctnost odměněn, nýbrž vyhozen, takže se vydá z Londýna na cestu po Anglii. V tomto bodě se autorův záměr s románem změnil. Kromě Josefa postavil do centra děje učeného, ale přesto naivního a světa neznalého faráře Adamse, a z jejich pikareskního putování vytvořil jádro románu. Oba hrdinové při svých cestách marně hledají křesťanskou lásku a další ctnosti (nevinnost, dobročinnost), až nakonec naleznou útočiště ve venkovském ústraní.[5]
- The Life and Death of the Late Jonathan Wild, the Great (1743, Život a smrt nebožtíka Jonathana Wilda Velikého, zkráceně Jonathan Wild), satirický román, který vyšel jako třetí svazek autorových Rozmanitostí. V románu Fielding zpracoval život skutečného zločince Jonathana Wilda (1682–1725), který se z drobného zloděje stal vůdcem velké londýnské zločinecké tlupy, aby nakonec skončil na šibenici. V tomto příběhu autor vyjádřil své ironické přesvědčení, že „velký“ muž a velký lotr jsou synonyma, a Jonathana Wilda použil jako obraz premiéra Roberta Walpoleho.[5]
- The History of Tom Jones, a Foundling (1749, Tom Jones. Příběh nalezence, zkráceně Tom Jones), jde o vrcholné Filedingovo dílo a o naplnění jeho koncepce „komického eposu v próze“. Těžištěm děje je pikareskní cesta hlavního hrdiny do Londýna na pozadí nedávno poraženého jakobitského povstání. Na tomto základě román zobrazuje široké panoráma anglického života 18. století i s jeho morálními a sociálními hrůzami, a to jak na venkově tak i ve velkoměstě, které je v závěru doplněno odsouzením londýnské aristokracie a vyzdvižením ctností nastupujícího měšťanstva.[7]
- Amelia (1751), poslední Fieldingův román je na rozdíl od předcházejících plný hořké skepse k hodnotám křesťanského humanismu i k možnostem společenské reformy, které brání zkaženost vládnoucí třídy a zaostalost a korupce právního systému. Optimismus a humor se zde mění v bolestný a místy až sentimentální pohled na Anglii a lidský život vůbec.[5]

## Různé
- Miscellanies (1743, Rozmanistosti), třísvazkový soubor některých autorových básnických, dramatických a prozaických děl, v jehož třetím díle vyšel román Jonathan Wild.
- The Female Husband or the Surprising History of Mrs. Mary alias Mr. George Hamilton (1746, Žena-manžel aneb překvapivá historie paní Marie alias pana George Hamiltona), pamflet zabývající se Mary Hamiltonovou, která se vydávala za muže a pod jménem George Hamilton podvodně vstupovala do manželského sňatku s ženami.[8]
- A Journey from this World to the Next (1749), dílo, ve kterém formou cesty zemřelého podsvětím autor satirizuje všechny nároky na historickou a politickou velikost.
- Journal of a Voyage to Lisbon (1755, Deník z cesty do Lisabonu), posmrtně vydaný Filedingův deník z léčebné cesty do Portugalska, na které zemřel.

## Adaptace

### Hudba
- Tom Jones (1765), opera francouzského skladatele Françoise-Andrého Danicana Philidora.[9]
- Tom Jones (1907), opera anglického skladatele Edwarda Germana.[10]
- Tom Jones (1975), opera anglického skladatele Stephena Olivera.[11]
- What's New Pussycat? (2020), jukeboxový muzikál podle Fieldingova románu Tom Jones založený na písních zpěváka Toma Jonese a dějově posunutý do 60. let 20. století.[12]

### Film a televize
- Tom Jones (1917), britský němý film, režie Edwin J. Collins.
- Поиманный монах (1960, Chycený mnich), ruský sovětský televizní film podle hry The Despairing Debauchee, režie Grigorij Nikulin.
- Tom Jones (1960), italský třídílný televizní film, režie Eros Macchi.
- Amelia (1961, britský televizní seriál, režie Chloe Gibson,
- Tom Jones (1963), britský film, scénář John Osborne, režie Tony Richardson, v hlavní roli Albert Finney.
- Lock Up Your Daughters! (1969, Zamkněte svou dceru!), britský film podle hry Rape upon Rape, režie Peter Coe.
- The Bawdy Adventures of Tom Jones (1976, Košilatá dobrodružství Toma Jonese), britský film, režie Cliff Owen.
- Joseph Andrews (1977), britský film, režie Tony Richardson.
- Tom Jones (1996), švédský televizní film.
- The History of Tom Jones, a Foundling (1997, Tom Jones. Příběh nalezence), britský televizní seriál, režie Metin Hüseyin.[13]

### Rozhlas
- Jak starý zmoudřel aneb Panna pannoucí (1961), rozhlasová hra, Československý rozhlas v Brně, překlad Pavel Šoltész, hudba Jiří Dušek, režie Petr Adler, v hlavních rolích Rudolf Chromek, Vlasta Fialová, Rudolf Krátký, Jiří Brož, Ladislav Suchánek, Josef Karlík a Josef Husník.[14]
- Tom Jones (1995), Český rozhlas, dvanáctidílný rozhlasový seriál, překlad Eva Kondrysová, dramatizace František Pavlíček, režie Hana Kofránková, vypravěč Luděk Munzar, v hlavních rolích Otakar Brousek starší, Ivan Trojan, Daniela Kolářová, Eva Klepáčová a František Němec.[15]

## Česká vydání
- Tom Jones, čili, Příběhové nalezence, Praha: Theodor Mourek 1872, přeložil Primus Sobotka.
- Vypravování o dobrodružstvích Josefa Andrewse a jeho přítele pana Abrahama Adamse, Praha: Karel Stanislav Sokol 1910, přeložila Klementa Šuranová pod pseudonymem V. Čeněk.
- Příběh nalezencův , Praha: Melantrich 1932, přeložila Jarmila Kurelová, znovu 1941.
- Essay o vkusu při výběru knih, Praha: Evropský literární klub 1940, přeložil Jiří Pober, soukromý tisk k Novému roku 1941.
- Cudný lokaj: vyprávění o dobrodružstvích Josefa Andrewse a jeho přítele Abrahama Adamse; a Slavný mizera: vyprávění o životě nebožtíka pana Jonathana Wilda Velikého, Praha: Práce 1951, přeložila Jarmila Fastrová.
- Tom Jones: příběh nalezence, Praha: SNKLHU 1954, přeložil František Marek, znovu 1958.
- Soudce v pasti aneb Kavárenský politik, Praha: ČLDJ 1955, přeložila Dagmar Steinová.
- Josef Andrews, Praha: SNKLHU 1956, přeložila Jarmila Fastrová.
- Amelie, Praha: SNKLHU 1959, přeložil František Marek.
- Hry, Praha: SNKLHU 1961, přeložili Jarmila Fastrová, Jaroslav Hornát a Dagmar Steinová, svazek obsahuje hry Paleček, Kavárenský politik. Don Quijote v Anglii a Historický kalendář na rok 1736.
- Moderní manžel, Praha: Dilia 1964, přeložili Eva Kondrysová a Wanda Zámecká.
- Tom Jones, Praha: Svoboda 1987, přeložila Eva Kondrysová, znovu Voznice: Leda a Praha: Rozmluvy 2009.
- Tom Jones, Praha: Dobrovský s.r.o. 2016, přeložil Primus Sobotka.